# Gran Premi de l'URSS de Motocròs 250cc
|  | Per a altres significats, vegeu «Gran Premi de l'URSS de Motocròs». |

El Gran Premi de l'URSS de Motocròs en la cilindrada de 250cc (en rus, Гран-при СССР по мотокроссу 250cc), abreujat GP de l'URSS de 250cc, fou una prova internacional de motocròs que es va celebrar anualment a l'antiga Unió Soviètica entre el 1962 i el 1985. Força anys després de consumada la dissolució de la Unió Soviètica (desembre de 1991), l'esdeveniment es va reprendre en una sola ocasió, amb el nom de Gran Premi de Rússia: fou el 15 de setembre de 2002 a Sorochany, Moscou (uns anys més tard, el Gran Premi de Rússia es tornà a celebrar alguna vegada, però ara ja en les noves categories de MX1 i MX2).
En uns moments en què el motocròs gaudia de gran popularitat al país, el GP de l'URSS era, al costat del de Txecoslovàquia, un dels més multitudinaris dels que es disputaven als països del teló d'acer. Durant la dècada del 1970, l'esdeveniment assolia xifres de desenes de milers d'espectadors. Celebrat habitualment a l'estiu, el Gran premi anà canviant d'ubicació al llarg dels anys i la més habitual de totes fou Jukki, una petita població del districte de Vsevolozhsky (Всеволожский), a l'óblast de Leningrad, amb un total de 8 edicions.

## Edicions
| Població  | Província | República soviètica | Estat actual | Data usual   | De   | A    | Edicions |
| --------- | --------- | ------------------- | ------------ | ------------ | ---- | ---- | -------- |
| Jukki     | Leningrad | RSFSR               | Rússia       | A l'estiu    | 1962 | 1985 | 8        |
| Sorochany | Moscou    | RSFSR               | Rússia       | Al juliol    | 1963 | 1965 | 2        |
| Bélgorod  | Bélgorod  | RSFSR               | Rússia       | A l'agost    | 1967 | 1967 | 1        |
| Lviv      | Lviv      | RSSU                | Ucraïna      | Al maig-juny | 1968 | 1976 | 3        |
| Chișinău  | Chișinău  | RSS de Moldàvia     | Moldàvia     | Al juny      | 1972 | 1982 | 4        |
| Total     | 5         |                     |              |              |      |      | 18       |

Noms en rus
1. ↑  Юкки́, Yukkí (en finès, Jukinkylä)
2. ↑  Сорочаны
3. ↑  Белгород
4. ↑  Львов, Lvov
5. ↑  Кишинёв, Kixiniov

## Palmarès
Font:
| Edició | Any  | Lloc                     | Data            | Guanyador           | Guanyador     |
| ------ | ---- | ------------------------ | --------------- | ------------------- | ------------- |
| I      | 1962 | Jukki                    | 23-24 de juny   | Torsten Hallman     | Husqvarna     |
| II     | 1963 | Sorochany                | 13-14 de juliol | Vlastimil Válek     | ČZ            |
| III    | 1964 | Jukki                    | 18-19 de juliol | Joël Robert         | ČZ            |
| IV     | 1965 | Sorochany                | 3-4 de juliol   | Joël Robert         | ČZ            |
| V      | 1966 | Jukki                    | 6-7 d'agost     | Víktor Arbékov      | ČZ            |
| VI     | 1967 | Bélgorod                 | 5-6 d'agost     | Torsten Hallman     | Husqvarna     |
| VII    | 1968 | Lviv                     | 22-23 de juny   | Torsten Hallman     | Husqvarna     |
| VIII   | 1969 | Jukki                    | 16-17 d'agost   | Vladimir Kavinov    | ČZ            |
| IX     | 1970 | Lviv                     | 30-31 de maig   | Sylvain Geboers     | Suzuki        |
|        | 1971 | No es disputà            | No es disputà   | No es disputà       | No es disputà |
| X      | 1972 | Chișinău                 | 17-18 de juny   | Joël Robert         | Suzuki        |
| XI     | 1973 | Jukki                    | 11-12 d'agost   | Adolf Weil          | Maico         |
|        |      | 1974-1975: No es disputà |                 |                     |               |
| XII    | 1976 | Lviv                     | 15-16 de maig   | Anatoli Ovtxínnikov | KTM           |
| XIII   | 1977 | Chișinău                 | 21-22 de maig   | Guennady Moisseev   | KTM           |
| XIV    | 1978 | Jukki                    | 26-27 d'agost   | Thorleif Hansen     | Kawasaki      |
|        | 1979 | No es disputà            | No es disputà   | No es disputà       | No es disputà |
| XV     | 1980 | Chișinău                 | 14-15 de juny   | Vladimir Kavinov    | ČZ            |
| XVI    | 1981 | Jukki                    | 8-9 d'agost     | Neil Hudson         | Yamaha        |
| XVII   | 1982 | Chișinău                 | 17-18 de juliol | Georges Jobé        | Suzuki        |
|        |      | 1983-1984: No es disputà |                 |                     |               |
| XVIII  | 1985 | Jukki                    | 3-4 d'agost     | Heinz Kinigadner    | KTM           |

## Estadístiques

### Guanyadors múltiples
| Pilot            | Victòries |
| ---------------- | --------- |
| Torsten Hallman  | 3         |
| Joël Robert      | 3         |
| Vladimir Kavinov | 2         |

### Victòries per país
| País           | Victòries |
| -------------- | --------- |
| Unió Soviètica | 5         |
| Bèlgica        | 5         |
| Suècia         | 4         |
| Regne Unit     | 1         |
| Txecoslovàquia | 1         |
| RFA            | 1         |
| Àustria        | 1         |
| Total          | 18        |

### Victòries per marca
| Marca     | Victòries |
| --------- | --------- |
| ČZ        | 6         |
| Husqvarna | 3         |
| KTM       | 3         |
| Suzuki    | 3         |
| Maico     | 1         |
| Yamaha    | 1         |
| Kawasaki  | 1         |
| Total     | 18        |